# Старый Хутор (Глобинский район)
Старый Хутор (укр. Старий Хутір) — село,
Глобинский  городской совет,
Глобинский район,
Полтавская область,
Украина.
Код КОАТУУ — 5320610106. Население по переписи 2001 года составляло 252 человека.

## Географическое положение
Село Старый Хутор находится на левом берегу реки Омельник,
выше по течению на расстоянии в 2,5 км расположено село Вербки (Семёновский район),
ниже по течению на расстоянии в 3 км расположен город Глобино.

## Экономика
- Молочно-товарная ферма.